# Braillezeile

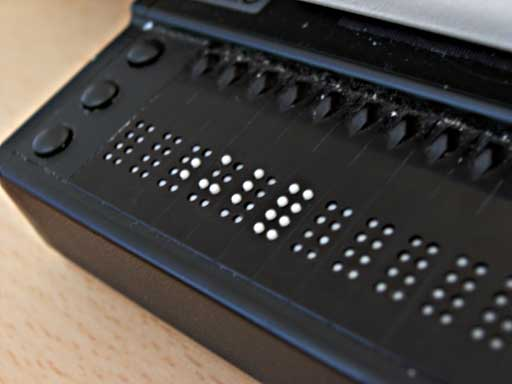
Nahaufnahme der Ausgabestößel einer Braillezeile

Die Braillezeile, kurz Zeile, oder Brailledisplay ist ein Computer-Ausgabegerät für blinde Menschen, das Zeichen in Brailleschrift darstellt. Dabei werden pro Braillepunkt Stößel so angesteuert, dass dabei die Braillezeichen entstehen. Die Benutzer können mit ihren Fingerkuppen die veränderlichen Zeichen abtasten. Üblicherweise werden sie durch Screenreader angesteuert, die Zeichen in ausgewählten Bildschirmbereichen auslesen und in Computerbraille darstellen. Dadurch können Blinde große Teile der Standardsoftware benutzen und selbständig am Computer arbeiten.
Die Braillezeile wurde von Klaus Peter Schönherr 1974 in Horb erfunden. Er erhielt auf seine Braillezeile, die auf einem Mechanismus mit je einem Elektromagneten und einem Permanentmagneten pro  Braillepunkt basierte, 1978 ein Patent erteilt. In seiner Firma in Horb wurden die weltweit ersten Braillezeilen hergestellt. Schönherr starb 1981 bei einem Autounfall; die Deutsche Blindenstudienanstalt in Marburg übernahm die Firma.
Nach neuerem Ansatz basiert die Funktion von Braillezeilen auf dem piezoelektrischen Effekt speziell gezogener Kristalle, die sich beim Anlegen einer elektrischen Spannung verbiegen und damit dann einen Stößel als Punkt aus einer Fläche herausragen lassen.
In Fortsetzung der Aktivitäten von Schönherr werden heute in Horb durch die Fa. HelpTech neben anderen Blindenhilfsmitteln auch Braillezeilen angeboten.
Braillezeilen können je nach Modell zwischen 12 und 80 Zeichen darstellen. An der Braillezeile sind Steuertasten angebracht, mit denen der dargestellte Bildschirmausschnitt verschoben werden kann.
Da für die Arbeit am Computer mehr Zeichen notwendig sind, als sich mit sechs Punkten darstellen lassen, wird zu den drei Punktzeilen der Standard-Brailleschrift oft eine vierte Zeile hinzugefügt, sodass acht Punkte zur Verfügung stehen. Auf diese Weise erhält man 256 Kombinationen. Die Codierung der Standardzeichen bleibt dabei jedoch weitestgehend gleich, die letzte Zeile bleibt dann leer.
Alternativ können Screenreader auch eine Sprachausgabe bieten. Gegenüber dem Vorlesen sind Braillezeilen genauer und geben Wort für Wort wieder. Somit kann auch die Rechtschreibung direkt überprüft werden, ohne dass die Sprachausgabe buchstabieren muss.
Der Anschaffungspreis für eine Zeile, die lediglich 40 Zeichen darstellt, beträgt ungefähr 6.000 €. Die Kosten hierfür werden in Deutschland bei vorliegender Indikation von der gesetzlichen Krankenversicherung übernommen. In Österreich werden die Kosten vom Sozialministeriumservice und von den Ländern erstattet. Aufgrund der hohen Preise – trotz der seit den 1980er Jahren nahezu unveränderten Technik – werden Braillezeilen nur in kleinen Stückzahlen weltweit verkauft. Eine Entwicklung hin zu kostengünstiger Technik, um auch Menschen in Ländern ohne Sozialversicherung mit einer Braillezeile zu erreichen, findet in Deutschland nicht statt.
Eine Assoziation mehrerer Blindenverbände aus der ganzen Welt hat sich zum Ziel gesetzt, das Preiskartell der Braillezeilen-Anbieter zu brechen, um mehr blinden Menschen weltweit Zugang zu Literatur und modernen Technologien zu ermöglichen. Ziel bei Projektstart 2011 war es, ein Braille-Display zu einem Zehntel des Preises herkömmlicher Displays auf den Markt zu bringen. Für das Projekt wurden 1,25 Mio. $ von 10 Verbänden investiert. Aus Deutschland hat sich kein Blindenverband beteiligt, weswegen es keine deutschsprachige Dokumentation oder Vertrieb geben wird. Das Produkt, der Orbit Reader 20, wird für ca. 599 $ verkauft. Die Hoffnung ist, den Markt zugunsten der blinden Menschen weltweit zu verändern. Nur wenige Kompromisse gegenüber einem 6.000-$-Gerät wurden für das Ziel der 500-$-Marke eingegangen. Dazu gehören eine Refresh-Rate von einer halben Sekunde und der Verzicht auf sogenannte Curserrouting-Tasten. Dennoch verfügt das moderne Gerät über eine Notizbuchfunktion, internen Speicher, ein Betriebssystem, Wifi und Bluetooth und es kann mit allen gängigen Screenreadern auf Desktop-Computersystemen und Smartphones betrieben werden.

## Braille-Flächendisplays
Es gibt mehrere Ansätze weltweit die Darstellung digitaler Inhalte auch für blinde Menschen zu verbessern. Die einzeilige Darstellung weniger Buchstaben verhindert, dass mehrere Inhalte gleichzeitig dargestellt werden können, beispielsweise Navigationselemente oder strukturelle Information zu Inhalt und Orientierung. Bei verschiedenen Entwürfen werden anstatt mechanischer Stifte preiswerte elektroaktive Polymere zur Darstellung der Punkte eingesetzt. Bisher wurde in dieser Richtung nur experimentelle Forschung betrieben, aber noch kein marktfähiges Produkt entwickelt.
Das dagegen auf dem in den 1980er-Jahren entwickelten Piezoelemente-Technik beruhenden Projekt HyperBraille wurde vom Bundesministerium für Wirtschaft und Technologie gefördert (BMWi). Bei einem Projektbudget von ca. 10 Mio. Euro wurde das Vorhaben anteilig mit ca. 5 Mio. Euro vom BMWi gefördert. Das Gerät wiegt ca. 6 kg und hat einen Stückpreis von ca. 50.000 €.
Die Non-Profit-Organisation Bristol Braille Technology CIC in Großbritannien hat derweil das Flächendisplay Canute 360 zu einem Bruchteil des Preises entwickelt und Anfang 2020 herausgebracht. Trotz einiger Abstriche an Komfort ist der Preis von etwa 2.000 € für das neunzeilige Display mit 360 Zeichen ein neuer Maßstab. Der Canute kann BRF-Dateien von einer Speicherkarte anzeigen und blättern, sowie darin Lesezeichen setzen. Die Dateien können nicht bearbeitet werden. Er ist nicht netzwerkfähig. Seit 2021 wurde eine verbesserte Version des Canute mit Tastatur und optionalem Bildschirm entwickelt, der Canute Console. Dieser wird es den Benutzern ermöglichen, Karten zu lesen, Computerspiele zu spielen, komplexe Tabellen zu lesen und mit Computerprogrammierwerkzeugen zu arbeiten, die bisher für blinde Menschen nicht zugänglich waren.